# Batalla de Balaklia
La batalla de Balaklia fue la primera batalla de la contraofensiva del este de Ucrania que se desarrolló desde el 6 al 8 de septiembre de 2022. En el contexto de la campaña de Ucrania oriental de la invasión rusa de Ucrania.

## Fondo
Durante los primeros días de la invasión rusa de Ucrania de 2022, las fuerzas rusas capturaron gran parte oriental del Óblast de Járkov, incluidas las ciudades de Kúpiansk, Shevchenkove y Balaklia. La propia Balaklia fue capturada el 3 de marzo de 2022, sin mucha lucha. Desde marzo hasta principios de mayo, la mayor parte de los combates en el óblast de Járkov se concentraron en las ciudades de Járkov e Izium.
A principios de abril, las fuerzas rusas capturaron Izium y las fuerzas ucranianas defendieron con éxito Járkov a principios de mayo. Después de eso, la línea del frente comenzó a estancarse cuando Rusia y Ucrania concentraron sus esfuerzos en las ciudades de Severodonetsk, Lisichansk y la región más amplia del Dombás.
A lo largo de julio y agosto de 2022, los medios de comunicación ucranianos y rusos amplificaron las afirmaciones de una contraofensiva ucraniana en el óblast de Jersón, que finalmente culminó el 29 de agosto de 2022. La contraofensiva tuvo un progreso lento, con las fuerzas ucranianas sufriendo grandes pérdidas y enfrentándose a una dura resistencia rusa. Sin embargo, el 6 de septiembre, las fuerzas ucranianas lanzaron una contraofensiva sorpresa en el este del óblast de Járkov, y la lucha por Balaklia comenzó el primer día.

## Batalla
El 6 de septiembre, las fuerzas ucranianas lanzaron una ofensiva hacia Balaklia, luego de haber concentrado muchas fuerzas cerca del área. El primer día, liberaron Verbivka, un suburbio al noroeste de Balaklia. Las fuerzas rusas estacionadas en Balaklia volaron puentes para frenar el avance ucraniano desde Verbivka, aunque las fuerzas ucranianas rodearon la ciudad para sitiarla. Algunas fuerzas ucranianas se quedaron cerca de Balaklia, luchando contra las fuerzas rusas en el centro de la ciudad, mientras que otro grupo se dirigió al norte hacia Volokhiv Yar.
Para el 7 de septiembre, Balaklia estaba sitiada, y los combates se desarrollaban en las partes central y oriental de la ciudad. La lucha terminó el 8 de septiembre, cuando las fuerzas ucranianas liberaron todo Balaklia.

## Secuelas
Durante los días posteriores a la batalla, las fuerzas ucranianas liberaron Kúpiansk el 9 de septiembre, Izium el 10 de septiembre y Veliki Burluk y Vovchansk el 12 de septiembre. La contraofensiva se estancó después del 12 de septiembre, cuando se permitió la entrada de equipos de noticias, Ukrposhta y otras organizaciones al este del óblast de Járkov.
El 14 de septiembre, agentes de policía ucranianos encontraron pruebas de una cámara de tortura que albergaba a 40 civiles en el sótano de la comisaría de Balaklia. Los lugareños que permanecieron en la ciudad afirmaron que, a diferencia de otras áreas bajo ocupación rusa como Bucha e Irpín, las fuerzas de ocupación rusas generalmente eran mucho más dóciles en el trato que daban a los civiles.